# David H. Smith
David Hamilton Smith (* 1932 in Canton, Ohio; † 23. Februar 1999 in New York City) war ein US-amerikanischer Arzt, Forscher, Offizier, Professor, Unternehmer, Naturschützer und Philanthrop.

## Werdegang
David Hamilton Smith wuchs in Canton (Ohio) auf. Er hatte mindestens einen Bruder namens Richard, welcher zum Zeitpunkt seines Todes in Delaware (Ohio) lebte. Überschattet war seine Kindheit von der Weltwirtschaftskrise und die Folgejahre vom Zweiten Weltkrieg. Sein Vater unterrichtete in Canton Naturwissenschaften und seine Mutter gab während dieser Zeit Kindern Nachhilfe in Mathematik. Von seinen Eltern erbte er die Liebe für Biowissenschaften und den Respekt für die Strapazen, die die wissenschaftliche Methode verlangte. Smith graduierte 1953 an der Ohio Wesleyan University, wo auch seine Mutter ihren Abschluss machte. Während seiner Studienzeit wurde er im ersten Studienjahr Mitglied der Phi Beta Kappa. Er war Präsident der Studentenschaft und Herausgeber des Jahrbuchs.
Seine wahre Berufung für die Forschung fand er während seines Medizinstudiums an der University of Rochester School of Medicine in den 1950er Jahren. Ihm bot sich die Möglichkeit ein ganzes Jahr lang im Labor seines Mentors an der Fakultät, dem Mikrobiologen Herbert R. Morgan, zu verbringen und den cytopathischer Effekt (CPE) bei Viren zu studieren. Er sagte später folgendes über diese Zeit:

„That 'year-out' program changed my life.“

1958 machte er seinen Abschluss an der University of Rochester School of Medicine. Nach einer Ausbildung in der Pädiatrie im Children’s Hospital Medical Center in Boston (Massachusetts) diente er als Captain in der US-Army. Er war in Japan stationiert. Als Amtsarzt gehörte er zu den ersten, welche einen Zusammenhang zwischen der Septischen Granulomatose (CGD) – eine sehr seltene Erbkrankheit – und den Mangel an weißen Blutkörperchen sahen.
Nach seiner Rückkehr in die Vereinigten Staaten setzte er seine Forschungen in Molekulargenetik und Bakteriologie an der Harvard Medical School (HMS) fort. Während dieser Zeit wurde Professor Charles Janeway, ein früher Forscher auf dem Gebiet des menschlichen Immunsystems, sein Vorbild und Mentor dort. Zu jener Zeit konzentrierte man sich hauptsächlich auf die Entwicklung von neuen Antibiotika. Janeway forderte daher von den jungen Ärzten ihren Horizont zu erweitern. Durch die Erfahrung geprägt, am Krankenbett eines Kindes die Qual der Meningitis zu ertragen – einer Entzündung der Hirn- und Rückenmarksmembranen, die tödlich verlaufen kann oder zu dauerhaften Schädigung des Gehirns führen kann –, sagte Janeway Folgendes:

„One of you should try to find a vaccine to prevent this terrible disease.“

Smith nahm sich dieser Herausforderung an, deren Lösung ihn 15 Jahre kosten sollte. Er glaubte daran, dass die beste Forschung am Krankenbett begann. Zu dieser Zeit wurde bei 10.000 Kindern jährlich Meningitis diagnostiziert. Fünf Prozent von den infizierten Kindern starben. Dreißig Prozent der Überlebenden litten an einigen Langzeitbehinderungen, einschließlich geistiger Behinderungen, erlangten Schwerhörigkeit oder Taubheit und Lernbehinderungen.
Von 1965 bis 1976 war er der Leiter der Abteilung für Infektionskrankheiten am Boston Children’s Hospital. Während dieser Zeit begann er 1968 mit seinem Kollegen, den Mikrobiologen Porter W. Anderson, Jr., an einem Impfstoff für Haemophilus influenzae von Typ b (Hib) zu arbeiten, welche eine Ursache für Meningitis ist.
Smith kam 1976 an die University of Rochester zurück, um die Leitung vom Department of Pediatrics zu übernehmen. Sein erstes Ziel war es dort, die Grundlagenforschungsprogramme dieses bereits stark aufgestellten Fachbereichs zu verbessern. Als Visionär, brillanter Stratege und anspruchsvoller Chef schuf er neue spezialisierte Abteilungen. Dafür rekrutierte er national bekannte Abteilungsleiter und erweiterte das Konzept eines Kinderkrankenhauses zu einem Krankenhaus. Bis 1983 verfasste er annähernd 70 Artikel in medizinischen Publikationen, verfasste Buchkapitel, Leitartikel und Rezensionen und erhielt zahlreiche Auszeichnungen.
Mit der Überzeugung, dass eine Hib-Impfung möglich war, aber kein Pharmaunternehmen interessieren würde, gründete er 1983 Praxis Biologics in Rochester (New York). In diesem Zusammenhang sagte seine Ehefrau Joan später folgendes:

„He was so determined to do this, that he quit his job and mortgaged the house and founded the company.“

Der erste Impfstoff von Praxis Biologics, ein Polysaccharide-Impfstoff, wurde 1985 zugelassen. Dieser war aber nur bei älteren Kindern wirksam. Im Jahr 1989 wurde das Unternehmen von American Cyanamid aufgekauft und zu Lederle-Praxis umbenannt. Smith war in den Jahren 1989 und 1990 Vorsitzender und CSO des neuen Unternehmens. Eine Nachfolgegesellschaft, Wyeth-Lederle Vaccines, erhielt 1990 die Zulassung für einen Impfstoff, welcher heute bei Säuglingen ab 2 Monaten eingesetzt wird. Der Impfstoff stimuliert das Immunsystem eines Säuglings durch das Zusammenwirken eines Proteins von einem anderen Bakterium, wie Tetanus oder Diphtherietoxin (DT), in Verbindung mit Kohlenhydratgruppen (Zuckergruppen) vom Hib-Bakterium (siehe auch Glykoproteine). In diesem Zusammenhang werden die unreifen Immunzellen durch das Protein stimuliert Antikörpern gegen die Kohlehydratgruppen des Hib-Bakteriums zu produzieren, was das Kind vor einer Infektion schützt. Diese Immunisierungsstrategie, welche heute auf dem Einsatz eines „conjugate“-Impfstoffs basiert, wird effektiv gegen andere Kinderkrankheiten eingesetzt.
Für seine Forschungsarbeit an der Entwicklung des Impfstoffs wurde ihm 1996 der Albert Lasker Award for Clinical Medical Research verliehen. Er teilte sich diesen mit seinem früheren Kollegen, Porter W. Anderson, Jr., und zwei Forschern von dem National Institutes of Health, John B. Robbins und Rachel Schneerson. Richard A. Insel, ein Professor an der University of Rochester und ein früherer Kollege von Smith sagte folgendes zu der Arbeit an dem Impfstoff:

„The Hib vaccine work is a wonderful success story. I don't think people thought it would be this successful, almost eradicating the disease.“

In den frühen 1980er Jahren wurden etwa 20.000 Fälle von Hib-Erkrankungen bei Vorschulkindern durch die Federal Centers for Disease Control erfasst. Bei etwa 12.000 Fällen wiesen die Kinder Meningitis auf. 1997 wurden nur noch 258 Fälle erfasst, nachdem man ein paar Jahre zuvor die Impfung bei Säuglingen einführte.
Neben seiner Forschertätigkeit war er auch als Naturschützer tätig. Smith führte die Bewegung zur Errichtung des Polly Hill Arboretums an, ein 60 Acre großes Gebiet mit mehr als 2.000 Pflanzenarten auf Martha’s Vineyard, welches 1998 für die Öffentlichkeit geöffnet wurde. Außerdem ließ er The Nature Conservancy mehr als 9 Millionen Dollar zukommen, um die Finanzierung der Studien betreffend Gewässerschutz von 48 Forschern sicherzustellen, die gerade promoviert hatten. Zum Zeitpunkt seines Todes im Jahr 1999 saß er im Vorstand vom Environmental Defense Fund.
Er starb 1999 in seinem Heim in der Upper East Side in Manhattan im Alter von 67 Jahren.

## Familie
Mit seiner Frau Joan hatte er drei gemeinsame Töchter: Andrea Smith, Rachel Smith und Jennifer Smith. Daneben hatte er noch zwei Stieftöchter namens Jody Leader und Kristin Leader. Zum Zeitpunkt seines Todes hatte er fünf Enkelkinder.